# Hofacker-Sadler Hypothese
Die Hofacker-Sadler Hypothese (auch Hofacker-Sadler'sche Hypothese oder Hofacker-Sadler Gesetz) ist eine überholte Theorie aus dem 19. Jahrhundert, die sich mit der Verteilung von Geschlechtern bei Neugeborenen beschäftigte. Die These hatte die Grundannahme, dass das Alter des Vaters das Geschlecht des Kindes beeinflussen könnte. Es wurde dabei angenommen, dass wenn beide Partner gleichaltrig sind, vermehrt Mädchen geboren werden würden, wenn der Vater hingegen deutlich älter als die Frau wäre, würden vermehrt Söhne geboren werden. Die These wurde nach dem deutschen Tierarzt Johann Daniel Hofacker und dem Briten Michael Thomas Sadler benannt, die unabhängig voneinander zu ähnlichen Ergebnissen gekommen waren.

## Geschichte und Auswirkung
Laut den französischen Wissenschaftshistorikern Eric Brian und Marie Jaisson wurde die Hofacker-Sadler'sche Hypothese von dem Belgier Adolphe Quetelet formuliert. Quetelet war ein Statistiker und hatte die Forschungsergebnisse von Hofacker und Sadler ausgewertet und hohe Übereinstimmungen festgestellt. Er veröffentlichte dies in seinem Aufsatz über Sozialphysik (de physique sociale), der 1835 veröffentlicht wurde. In der Folge war die Theorie Gegenstand unterschiedlicher Debatten und wurde von diversen Demographen und Soziologen untersucht und widerlegt, wie etwa Alfred Legoyt, Wilhelm Stieda, Corrado Gini und Maurice Halbwachs.